# Замок Говард
Замок Говард (англ. Castle Howard) — приватна садиба сучасної Великої Британії, створена в коротку добу англійського бароко.

## Історія створення

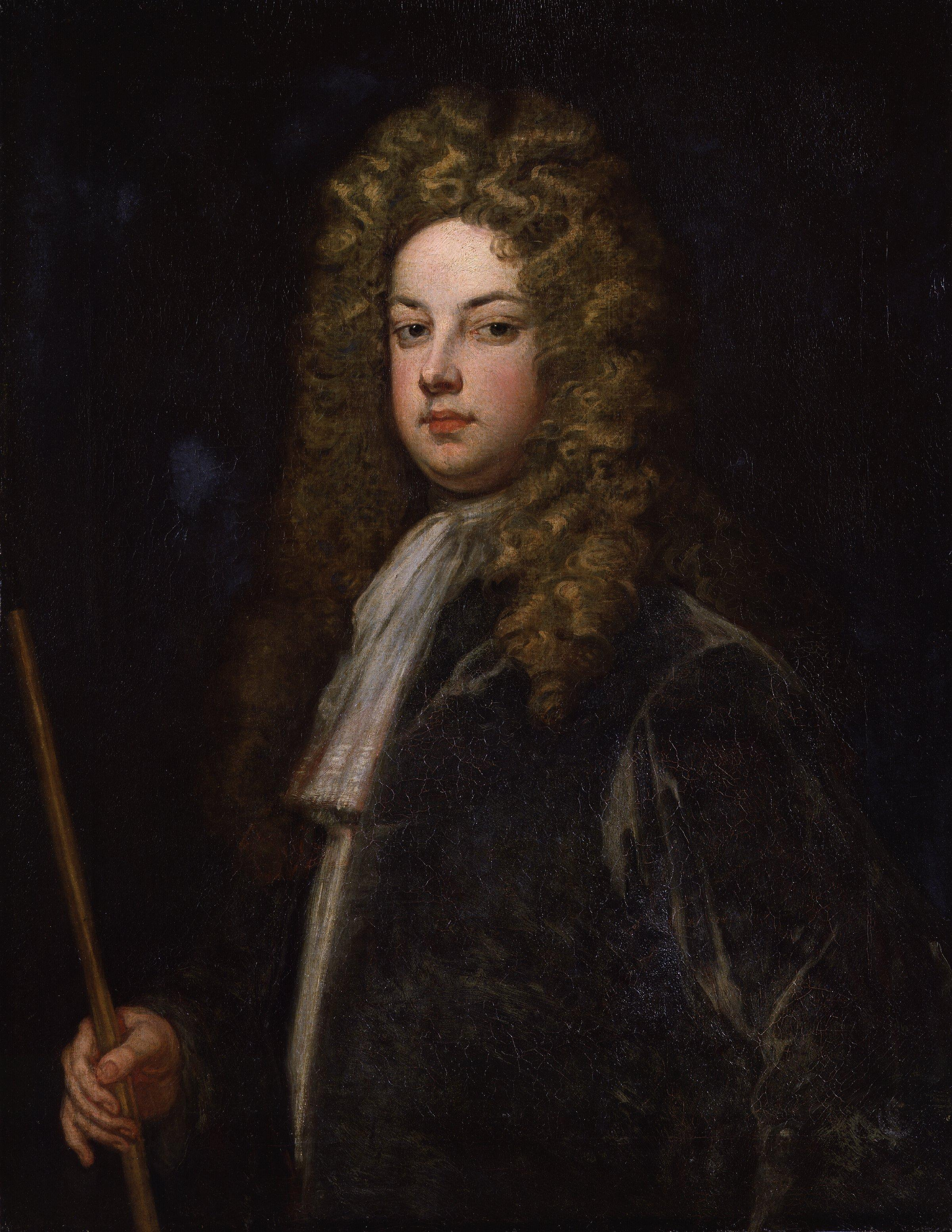
Худ. Годфрі Неллер. Чарлз Говард, два роки перший лорд казначейства

Замовником палацу став Чарлз Говард, що обіймав посаду першого лорда казначейства два роки. Новий палац не мав фортечних споруд, мав комфортні умови для мешканців і лише традиційно зберігав назву «замок». Як представник англійської аристократії, Чарлз Говард намагався зробити значну політичну кар'єру. Але ситуація змінилася не на його користь, він покинув Парламент і Лондон і зосередив зусилля на створенні пишної резиденції в Йоркширі. Рішучий Говард наказав зруйнувати село Гендерсгіл, засноване нібито норвежцями в XII столітті, де і розпочалося будівництво. За нинішніми підрахунками, володар витратив 8.000.000 фунтів на побудову і облаштування садиби.

## Автор проекту

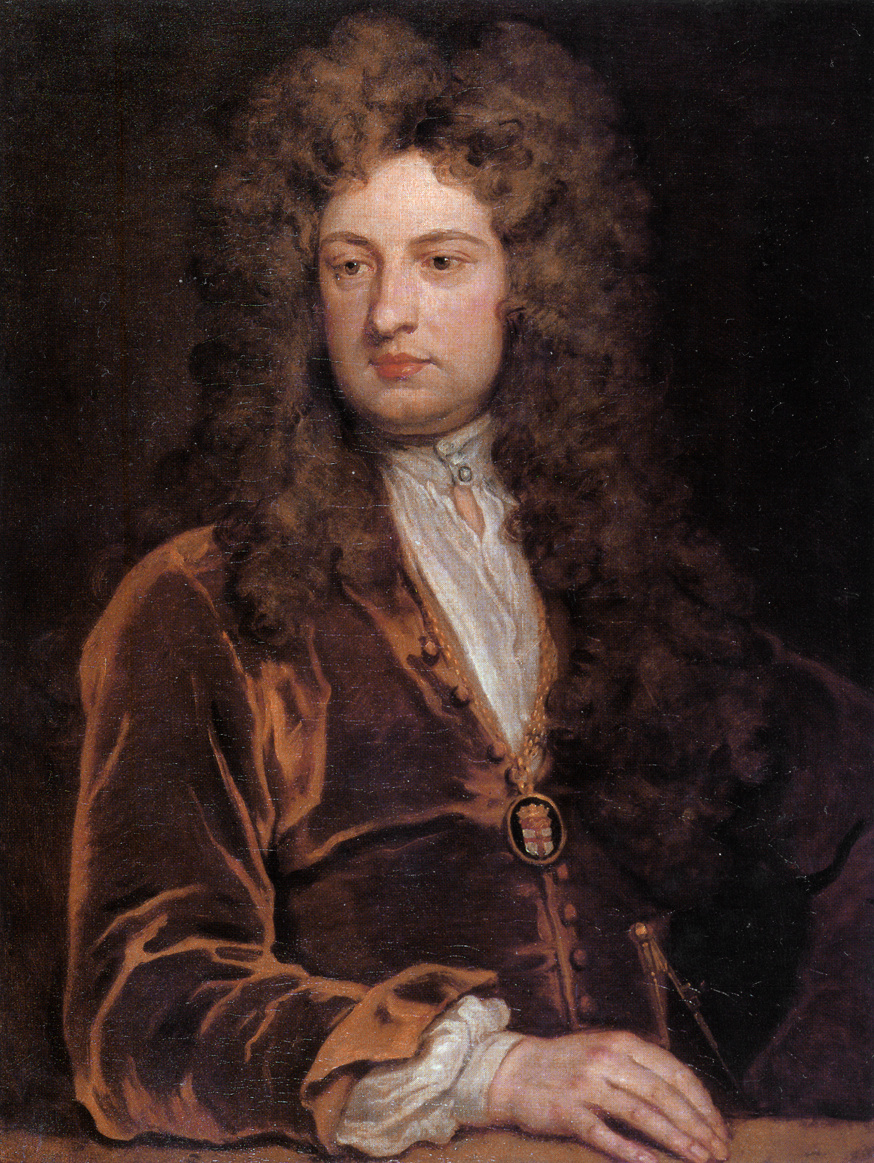
Годфрі Неллер, архітектор Джон Ванбру.

Проект пишної резиденції для політика у відставці створив архітектор Джон Ванбру, відомий представник короткого англійського бароко в архітектурі. Особа ризикувата і непересічна, Джон Ванбру починав як літератор-драматург і шпигун. Секретні служби Великої Британії виявляли постійну зацікавленість до англійських літераторів, яких примушували популяризувати правління чергового монарха. Не уник цієї долі в свій час і поет Крістофер Марло, багато сторінок життєпису якого не ясні досі.
Джон Ванбру (1664—1726) мав фламандське походження, вештався у Франції, де займався літературною творчістю, перекладами з французької і шпигунством. Ще замолоду він цікавився військовою справою. Під час перебування в французькому порту Кале 1690 року був арештований як шпигун і відбув чотири роки тюремного ув'язнення, в тому числі і в Бастилії. Повернувся до Англії, де перебував військовим до 1698 року. В 40-річному віці він змінив напрям діяльності і став діяльно займатися архітектурою. Працював на замовлення аристократів і створював проекти замків і садиб в різних графствах. Серед його проектів:
- замок Бленем для герцога Бальборо
- садиба Клермон
- замок Кімболтон
- Кінгз Вестон Гаус
- Сітон Делавал Голл в Нортумберленді
- оперний театр на Сінному ринку в Лондоні
- замок Говард.

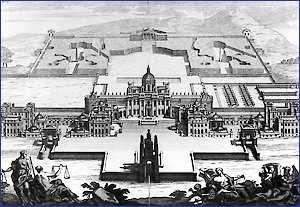
Замок Говард, проект.

Джон Ванбру мав пишну уяву і фантазію, а його проєкти — кремезний, важкий, надто солідний стиль. Аматорські недоліки і помилки Джона (що не мав фахової освіти архітектора) виправляв його прихильник і компаньон Ніколас Гоксмур, архітектор практик, який деякий час працював з самим Крістофером Реном. По смерти Гоксмура проектна діяльність Ванбру скоротилася і зійшла нанівець і через непопулярність бароко в пуританській Англії, і через прихильність замовників до стриманих форм класицизму і його різновиду — палладіанства.

## Опис садиби

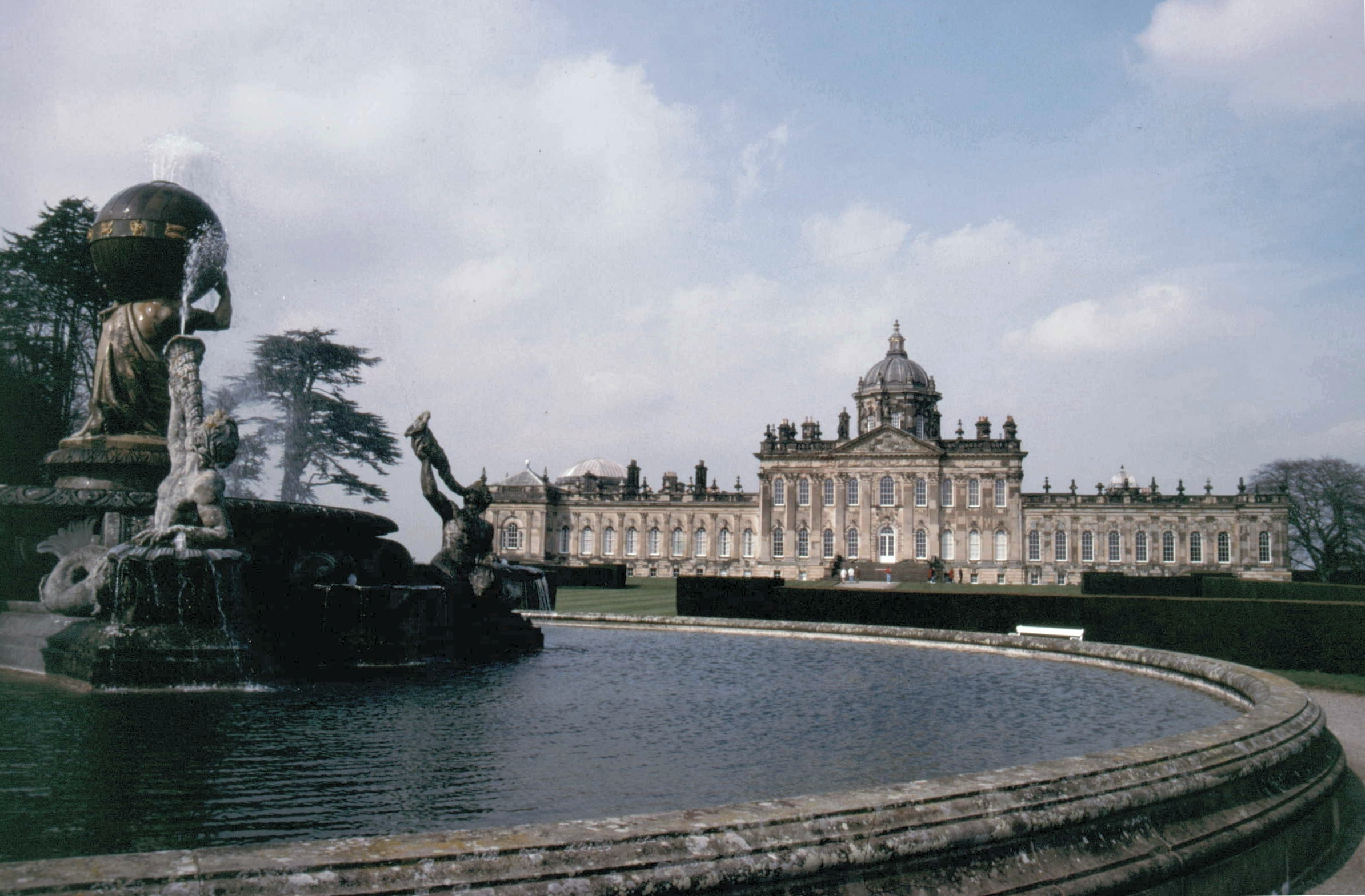
Замок і фонтан.

Садиба розташована на півночі в графстві Йоркшир. Велике місто Йорк — на відстані 25 км від садиби.
Замок (палац) у плані П-подібний, з курдонером та бічними флігелями. Використана розповсюджена французька схема: величний центральний корпус, два бічні павільйони, які поєднані з центральним корпусом галереями. У замку Говард — центральний корпус має цокольний та два парадні поверхи, галереї — цокольний та один парадний поверх. Курдонер утворюють бічні флігелі, що беруть початок від кінцевих павільйонів. Садовий фасад прикрашають пілястри на всю висоту споруди і трикутний фронтон, парапет, прикрашений декоративними вазами. В останній період будівництва готову будівлю додатково увінчали банею з куполом, яку запозичили з пишної споруди Гринвіцького шпиталю.
Палац оточують довгі і дещо нудні англійські газони, порожнину яких перебивають поодинокі дерева, вистрижені рослини і пишний бароковий фонтан. Господарські споруди приховані за кам'яним парканом, де створені городи, оранжерея тощо. Приватна садиба має площу чотири квадратні кілометри.
1940 року крило палацу постраждало від пожежі. Зовнішній вигляд споруди відновили без відтворення історичних інтер'єрів.

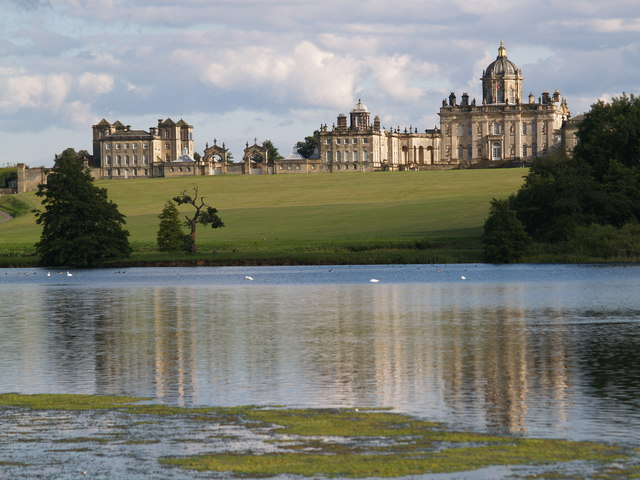
Замок Говард, загальний вигляд з боку почесного двору
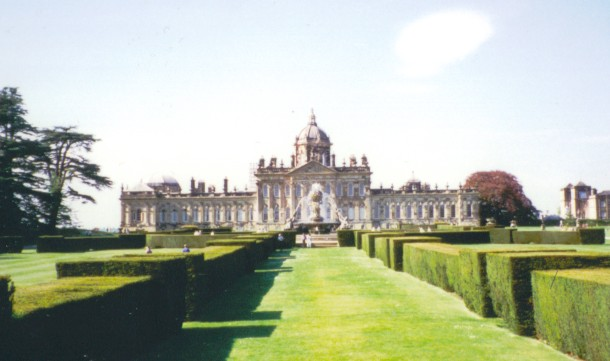
Вистріжені рослини регулярного саду
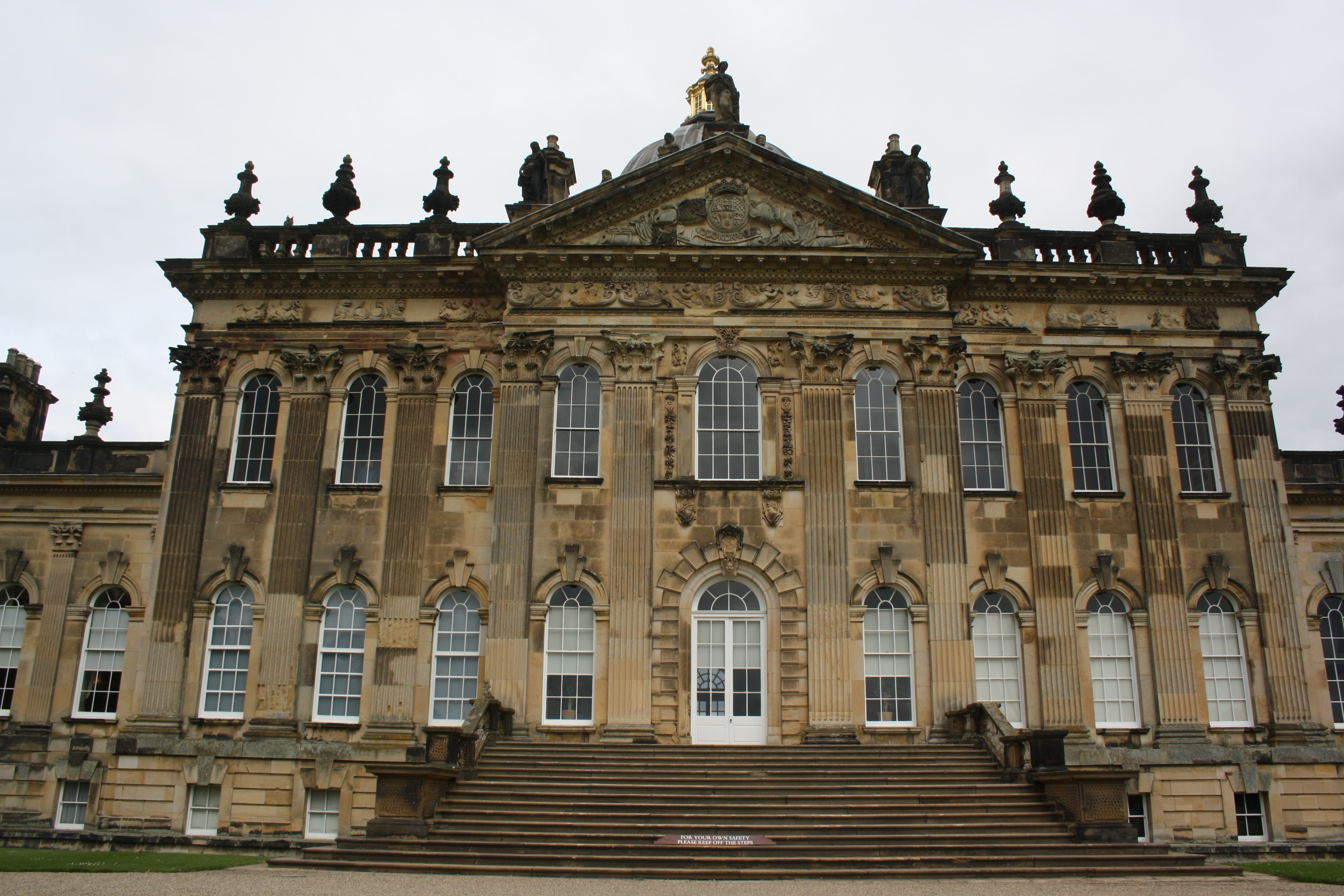
Садовий фасад
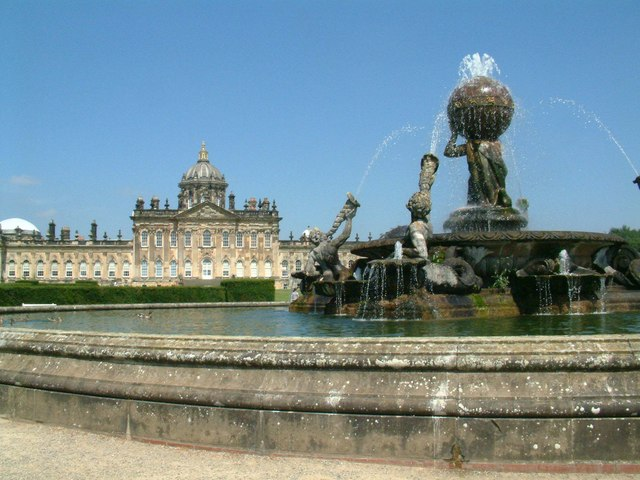
Бароковий фонтан

## Мистецькі скарби замку
Ще на початку XVIII століття до оздоб інтер'єрів володар запросив венеціанського художника Джованні Антоніо Пеллегріні (1675 ? — 1741), представника італійської гілки стилю рококо.
У палаці зберігається невелика картинна галерея і бібліотека. Картинна галерея має твори відомих митців Західної Європи і Британії, серед яких:
- Тиціан
- Каналетто
- Бернардо Белотто
- Аннібалє Каррачі
- Ораціо Джентілєскі
- Марко Річчі
- Доменікіно
- Леандро Бассано
- Джованні Паоло Панніні
- Томас Гейнсборо
- Джошуа Рейнольдс
- Джордж Стабс

Колекції декоративно-ужиткового мистецтва включають порцеляну відомих європейських мануфактур (Порцеляна Делфта, Севрська порцелянова мануфактура , Мейсенська мануфактура), кількість предметів якої близько трьохсот зразків.
У мистецьких збірках палацу — оригінали малюнків Мікеланджело Буонарроті. Володар замку віддав один з них на продаж відомому аукціону Сотбіз. Малюнок з зображенням закутаної жіночої фігури визнано оригіналом і штудією майстра до композиції «Христа знімають з хреста», яку не зберегли. Цей малюнок свого часу придбав англійський художник та колекціонер Джонатан Ричардсон (1665—1745). Під час розпродажу колекції Ричардсона 1747 року малюнок придбав Генрі Говард, четвертий граф Карлайл. У замку Говард малюнок зберігали 250 років. Аркуш паперу розміром 26 х 16,4 см придбав новий невідомий багатій за 8.400.000 доларів.
З 1952 року замок Говард відкрито для відвідин туристами.